# Mary Keitanyová
Mary Jepkosgei Keitanyová (* 18. ledna 1982 Kisok) je keňská atletka, běžkyně, jejíž specializací jsou dlouhé tratě.
11. října 2009 v anglickém Birminghamu se stala mistryní světa v půlmaratonu. Trať zaběhla v druhém nejlepším času celé historie 1.06:36 a za tehdejším světovým rekordem zaostala o 11 sekund. Již v roce 2007 získala na MS v půlmaratonu v italském Udine stříbro.
18. února 2011 zaběhla v Ras Al Khaimah ve Spojených arabských emirátech půlmaraton v novém světovém rekordu, jehož hodnota je 1.05:50. Jako první žena v historii tak překonala hranici 66 minut a o 35 sekund vylepšila čtyři roky starý rekord Lornah Kiplagatové z Nizozemska.
Od 9. května 2010 je také držitelkou světového rekordu na 25 kilometrech. Její čas z Berlína má hodnotu 1.19:53.
V červnu 2015 vyhrála Olomoucký půlmaraton.
V září 2021 Marie Jepkosgei Keitany ukončila kariéru po zranění kyčle, které ji dva po sobě jdoucí roky připravilo o soutěž.